# Бойсвілл (Вісконсин)
Бойсвілл (англ. Boyceville) — селище (англ. village) в США, в окрузі Данн штату Вісконсин. Населення — 1100 осіб (2020).

## Географія
Бойсвілл розташований за координатами 45°2′34″ пн. ш. 92°2′19″ зх. д. / 45.04278° пн. ш. 92.03861° зх. д. (45.042794, -92.038505).  За даними Бюро перепису населення США в 2010 році селище мало площу 10,07 км², з яких 9,98 км² — суходіл та 0,09 км² — водойми.

## Демографія
Згідно з переписом 2010 року, у селищі мешкало 1086 осіб у 454 домогосподарствах у складі 295 родин. Густота населення становила 108 осіб/км².  Було 494 помешкання (49/км²).
Расовий склад населення:
| - 97,5 % — білих - 0,6 % — корінних американців - 0,2 % — чорних або афроамериканців - 0,1 % — азіатів |

До двох чи більше рас належало 0,8 %. Частка іспаномовних становила 1,7 % від усіх жителів.
За віковим діапазоном населення розподілялося таким чином: 25,0 % — особи молодші 18 років, 61,2 % — особи у віці 18—64 років, 13,8 % — особи у віці 65 років та старші. Медіана віку мешканця становила 36,9 року. На 100 осіб жіночої статі у селищі припадало 90,5 чоловіків;  на 100 жінок у віці від 18 років та старших — 89,3 чоловіків також старших 18 років.
Середній дохід на одне домашнє господарство  становив 42 750 доларів США (медіана — 37 375), а середній дохід на одну сім'ю — 48 176 доларів (медіана — 45 577). Медіана доходів становила 40 096 доларів для чоловіків та 28 750 доларів для жінок. За межею бідності перебувало 14,8 % осіб, у тому числі 12,4 % дітей у віці до 18 років та 14,4 % осіб у віці 65 років та старших.
Цивільне працевлаштоване населення становило 462 особи. Основні галузі зайнятості: виробництво — 24,9 %, освіта, охорона здоров'я та соціальна допомога — 20,8 %, роздрібна торгівля — 16,2 %.